# アミン・ジェジェ
アミン･ジェジェは、ハダ･ナラ氏女真族。建州女直酋長ヌルハチ (後の清太祖) の元妻。

## 略歴

### 成婚
明万暦15年1587に渾河フネヘ部北方の洞ドン城を攻略したヌルハチは、ハダと姻戚関係を結ぶことで勢力拡大を図ろうと考えた。そこでハダのダイシャンに求め、同16年1588旧暦4月に娶ったのがアミン･ジェジェである。
アミン･ジェジェは実兄ダイシャンにつきそわれ、洞ドンの地でヌルハチに帰順し、婚嫁した。その数箇月後にはイェヘからモンゴ･ジェジェがヌルハチに嫁ぎ、さらにダイシャンの姉がイェヘ東城主ナリムブルに嫁いだことで、北のイェヘ、南の建州、それに挟まれたハダの三国の間で三重の政略結婚が成立した。

### 誘拐
ところがそれから三年経った万暦19年1591、ダイシャンが訪問先のイェヘの地でナリムブルにより暗殺され、『三朝遼事實錄』に拠れば、兄の死を嘆き悲しむアミン･ジェジェもまたナリムブルによって拐かされたという。ヌルハチは再三にわたってアミン･ジェジェを返すよう求めたが効いなく、開原城の明朝官吏に頼み込んで返還を求めさせたが、ナリムブルはそれにも応じなかった。
これと前後してナリムブルは、ヌルハチを服従させようと領土の割譲を求めたが、ヌルハチは聴き容れず、ヌルハチとイェヘとの関係はこれを境に急激に悪化し、ナリムブルはついに武力を恃んで実力行使に出ようと扈倫フルン諸部を糾合した。

## 考察
清代史料には、アミン･ジェジェが子をもうけたとも、いつ死去したとも一切記載がなく、唯一の記述は洞ドンの地でヌルハチに帰順したということだけである。そのため、婚嫁から僅か三年足らずでイェヘに誘拐されたという『三朝遼事實錄』の説には信憑性があると言える。
清代史料にアミン･ジェジェの「その後」について記述がみられないばかりか、ヌルハチが明朝征討を天に誓った際に書かれたいわゆる「七大恨」にも、「北關老女」について書きながらアミン･ジェジェについては一言も触れていないことについて、和田清は、それがヌルハチにとっての、延いては清朝にとっての醜聞であり、歴史からの抹殺の対象となったからではないかとしている。

## 脚註

### 典拠
1. ↑  「總畧 (建夷)」『三朝遼事實錄』 首巻、15頁。「事在十九年正月時，奴兒哈赤妻明安姐，方歸，哭。兄歹商亦爲卜寨所擄取。索知再三，不與。轉開原爲代索，亦不與。於是，奴兒哈赤與北關絕。」
2. 1 2 3  三.. “〈論説〉清の太祖興起の事情について”. 東洋学報 33 (2):  15-21. (1951).
3. ↑  “戊子年四月”. 太祖武皇帝實錄. 1
4. ↑  “戊子歲萬曆16年1588 4月段39”. 滿洲實錄. 2
5. ↑  “側妃哈逹納喇氏”. 愛新覺羅宗譜. 星源吉慶. "祜爾干貝勒之女戊子年1588四月來歸。"
6. ↑  “總畧 (建夷)”. 三朝遼事實錄. 0. p. 15

### 註釈
1. ↑  「明安」は蒙古語で「万10,000」の意の「minggan」を表す漢音写。和田清はこれを「安明míng'ān」の顛倒であろうとしている[2]が、ここではひとまづ原文のままにした。
2. ↑  『愛新覺羅宗譜』の「星源吉慶」は后妃についての記載を集めた冊。『宗譜』全8冊の内の首冊。
3. ↑  维基百科「阿敏哲哲」には「努尔哈赤继母、清显祖次夫人恳哲的侄女」(タクシ庶妻の姪) とあるが、典拠不詳。タクシ庶妻 (ヌルハチ継母)「懇哲」はワン･ハンの養族女であり、ワン･ハンの実女ではない。アミン･ジェジェが「懇哲」の実姪であれば、その時点でフルガンの娘ではなくなるため、成立しない。

## 文献

### 實錄
＊中央研究院歴史語言研究所
- 顧秉謙, 他『神宗顯皇帝實錄』崇禎3年1630 (漢)
- 王在晉『三朝遼事實錄』崇禎12年1639 (漢) ＊江蘇省立國學圖書館

『清實錄』
- 覚羅氏勒德洪『太祖高皇帝實錄』崇徳元年1636 (漢)
- 編者不詳『滿洲實錄』乾隆46年1781 (漢) 
  - 『ᠮᠠᠨᠵᡠ ᡳ ᠶᠠᡵᡤᡳᠶᠠᠨ ᡴᠣᠣᠯᡳmanju i yargiyan kooli』乾隆46年1781 (満) ＊今西春秋訳版
    - 今西春秋『満和蒙和対訳 満洲実録』刀水書房, 昭和13年1938訳, 1992年刊

### 史書
- 瞿九思『萬曆武功錄』万暦40年1612 (漢) ＊國學文庫版
- 稻葉岩吉『清朝全史』上巻, 早稲田大学出版部, 大正3年1914
- 趙爾巽『清史稿』清史館, 民国17年1928 (漢) ＊中華書局版
- 孟森『清朝前紀』民国19年1930 (漢) ＊商務印書館版

### 論文
- 『東洋学報』33 (2) 1951, 和田 清「〈論説〉清の太祖興起の事情について」

### Web
- 栗林均「モンゴル諸語と満洲文語の資料検索システム」東北大学
- 「明實錄、朝鮮王朝実録、清實錄資料庫」中央研究院歴史語言研究所 (台湾)
- 『愛新覺羅宗譜』「星源吉慶」 ＊爱新觉罗宗谱网